# Västgöta Open
Västgöta Open är en årlig schackturnering som sedan 1984 spelas i Skara. Turneringen arrangeras av Skara Schacksällskap. 
| År   | Vinnare               | Antal deltagare |
| ---- | --------------------- | --------------- |
| 1984 | Lars Karlsson         | 55              |
| 1985 | Ingvar Andréasson     | 56              |
| 1986 | Mikael Sixtensson     | 48              |
| 1987 | Harry Schüssler       | 56              |
| 1988 | Ingvar Jiretorn       | 76              |
| 1989 | Mats Eriksson         | 63              |
| 1990 | Anders Ebenfeldt      | 73              |
| 1991 | Ari Ziegler           | 88              |
| 1992 | Thomas Ernst          | 107             |
| 1993 | Thomas Ernst          | 95              |
| 1994 | Ulf Andersson         | 106             |
| 1995 | Evgenij Agrest        | 74              |
| 1996 | Lars-Göran Eklund     | 70              |
| 1997 | Thomas Ernst          | 80              |
| 1998 | Evgenij Agrest        | 122             |
| 1999 | Thomas Ernst          | 142             |
| 2000 | Evgenij Agrest        | 164             |
| 2001 | Einar Gausel          | 150             |
| 2002 | Evgenij Agrest        | 162             |
| 2003 | Einar Gausel          | 134             |
| 2004 | Ari Ziegler           | 150             |
| 2005 | Einar Gausel          | 125             |
| 2006 | Thomas Ernst          | 125             |
| 2007 | Tiger Hillarp Persson | 115             |
| 2008 | Einar Gausel          | 134             |
| 2009 | Vassillios Kotronias  | 126             |
| 2010 | Emanuel Berg          | 66              |
| 2011 | Ralf Åkesson          | 100             |
| 2012 | Anton Fritz           | 103             |
| 2013 | Linus Johansson       | 94              |
| 2014 | Juan Bellon           | 98              |
| 2015 | Tommy Andersson       | 56              |
| 2016 | Linus Johansson       | 86              |
| 2017 | Vladimir Epishin      | 82              |
| 2018 | Juan Bellon           | 68              |